# Zoya Spasovkhodskaya
Zoya Spasovkhodskaya (née Baykalova le 31 mars 1949) est une athlète soviétique spécialiste du pentathlon puis de l'heptathlon lorsque ce dernier a remplacé le pentathlon en compétitions officielles. Elle réalise la meilleure performance de l'année 1980 à l'heptathlon, lors de la première année officielle de l'épreuve.

## Biographie

### Palmarès
| Date | Compétition                           | Lieu  | Résultat | Épreuve    | Performance |
| ---- | ------------------------------------- | ----- | -------- | ---------- | ----------- |
| 1974 | Championnats d'Europe                 | Rome  | 3e       | Pentathlon | 4 550 pts   |
| 1977 | Coupe d'Europe des épreuves combinées | Lille | 2e       | Pentathlon | 4 477 pts   |

### Records
| Épreuve    | Performance | Lieu       | Date            |
| ---------- | ----------- | ---------- | --------------- |
| Heptathlon | 6 049 pts   | Pyatigorsk | 13 juillet 1980 |